# Stärlinge
Die Stärlinge (Icteridae) sind eine artenreiche und formreiche Familie in der Ordnung der Sperlingsvögel (Passeriformes) mit 112 Arten in 31 Gattungen.
Stärlinge kommen ausschließlich in der Neuen Welt vor. Von Nordamerika über Mittelamerika bis Südamerika leben sie in vielen verschiedenen Lebensräumen. Die meisten Arten bewohnen Wälder und bewaldete Gebiete, andere leben im offenen Gelände, in Gärten, Wüsten, trockenem Buschland oder Sümpfen.

## Merkmale
Die Weibchen sind kleiner als die Männchen, die auch kräftiger gefärbt sind. Zu den kleinsten Arten gehört der Reisstärling (Dolichonyx oryzivorus) mit etwa 18 bis 20 Zentimetern. Die größte Art mit 42 bis 45 Zentimetern ist der männliche Olivstirnvogel (Psarocolius viridis). Das Gefieder ist in der Regel vor allem bräunlich oder schwarz mit roten, rotbraunen, orangen oder gelben Gefiederpartien. Die Schnäbel sind scharf zugespitzt, die Flügel lang und spitz.

## Lebensweise
Die meisten Stärlinge ernähren sich von Insekten, anderen Wirbellosen, kleinen Wirbeltieren, darunter Nestlinge anderer Vögel, Früchten und Nektar. Molothrus-Arten und einige andere Arten fressen auch Samen. Bei den Stirnvögeln, Trupialen und der Haubenkassike haben Früchte und Nektar einen großen Anteil an ihrer Nahrung.
Bei den Stärlingen gibt es einige Arten, die wie der Kuckuck Brutparasiten sind, zum Beispiel die Kuhstärlinge.

## Gattungen und Arten
Zu den Stärlingen gehören folgende Arten:
- Gattung Xanthocephalus
  - Gelbkopf-Schwarzstärling (Xanthocephalus xanthocephalus)
- Gattung Dolichonyx
  - Reisstärling oder Bobolink (Dolichonyx oryzivorus)
- Gattung Lerchenstärlinge (Sturnella)
- Gattung LeistesLangschwanzstärling (Leistes loyca)

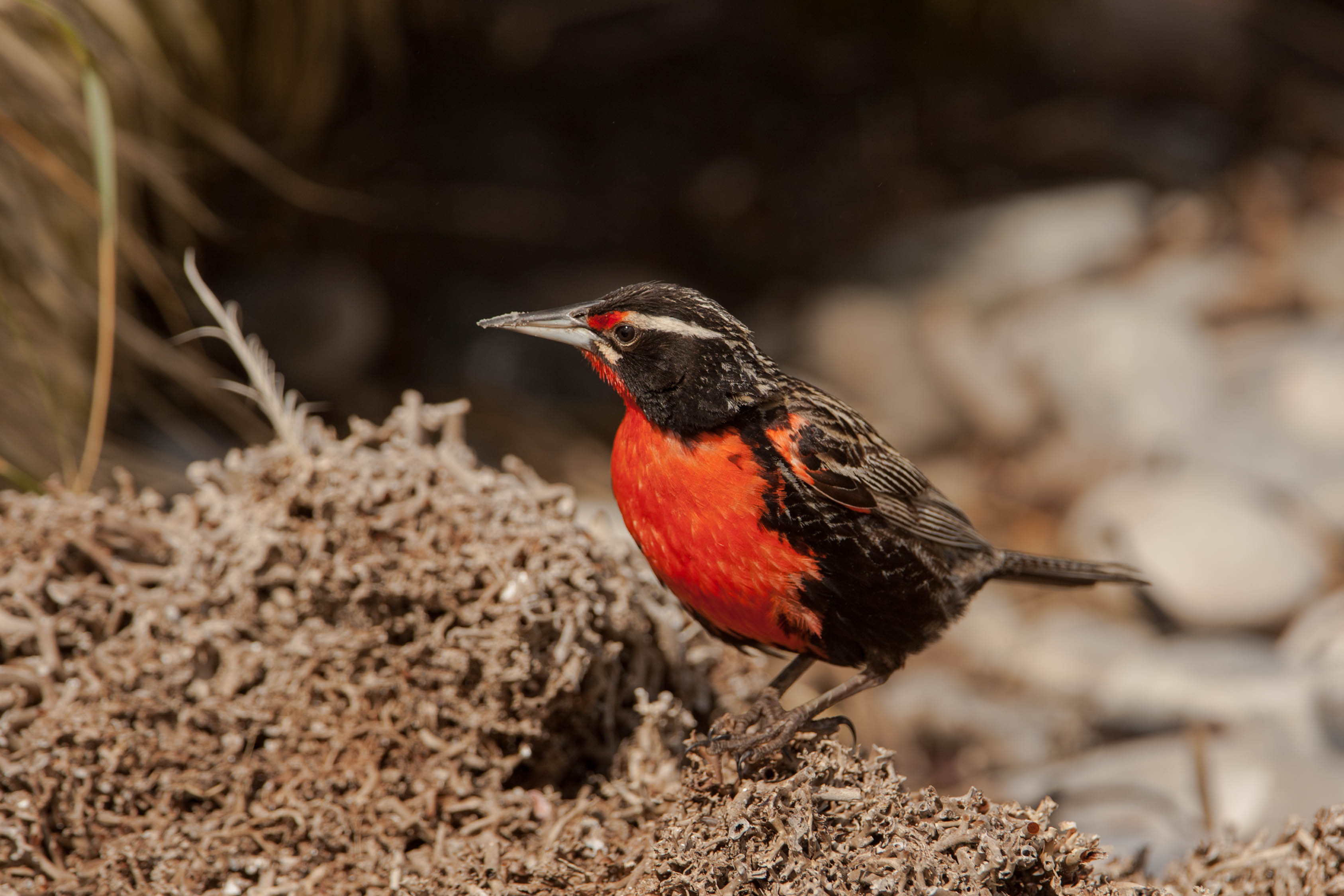
Langschwanzstärling (Leistes loyca)

  - Rotbruststärling (Leistes militaris)
  - Weißbrauenstärling (Leistes superciliaris)
  - Weißschenkelstärling (Leistes bellicosus)
  - Langschwanzstärling (Leistes loyca)
  - Schwarzschenkelstärling (Leistes defilippii)
- Gattung Amblycercus
  - Gelbschnabelkassike (Amblycercus holosericeus)
- Gattung Cassiculus
  - Haubenkassike (Cassiculus melanicterus)
- Gattung Stirnvögel (Psarocolius)Krähenstirnvogel (Psarocolius decumanus)

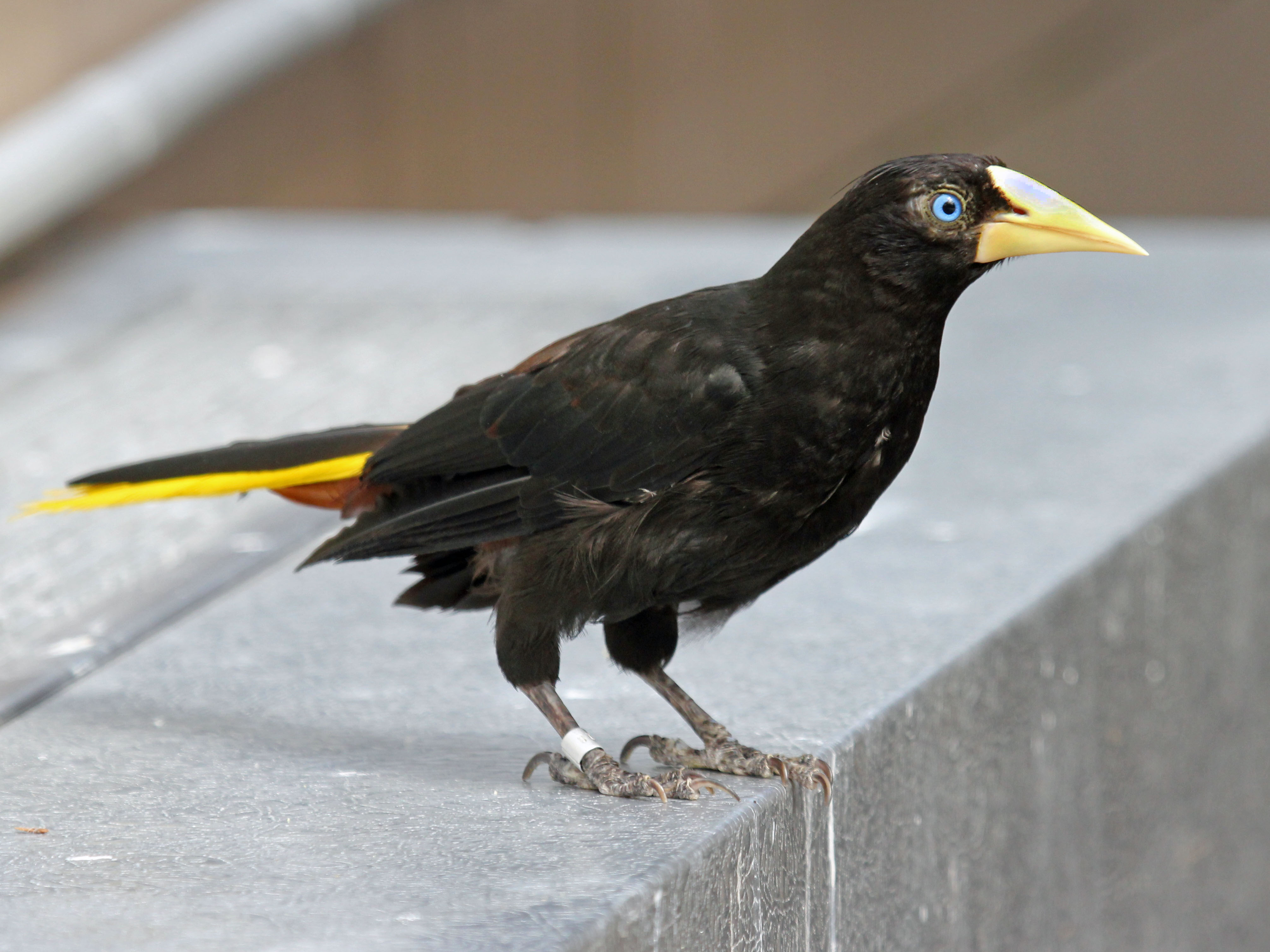
Krähenstirnvogel (Psarocolius decumanus)

  - Rotkopf-Stirnvogel (Psarocolius wagleri)
  - Breithauben-Stirnvogel (Psarocolius angustifrons)
  - Grünschnabel-Stirnvogel (Psarocolius atrovirens)
  - Krähenstirnvogel (Psarocolius decumanus)
  - Olivstirnvogel (Psarocolius viridis)
  - Parastirnvogel (Psarocolius bifasciatus)
  - Montezumastirnvogel (Psarocolius montezuma)
  - Anthrazitstirnvogel (Psarocolius guatimozinus)
  - Braunmantel-Stirnvogel (Psarocolius cassini)
- Gattung CacicusRotbürzelkassike (Cacicus haemorrhous)

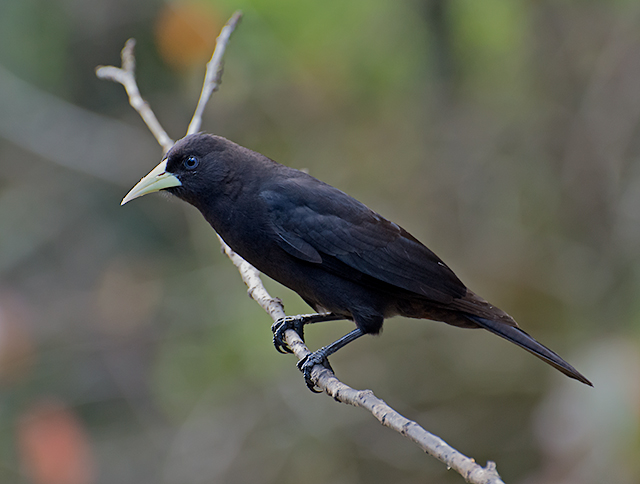
Rotbürzelkassike (Cacicus haemorrhous)

  - Stahlkassike (Cacicus solitarius)
  - Goldschulterkassike (Cacicus chrysopterus)
  - Koepckekassike (Cacicus koepckeae)
  - Trauerkassike (Cacicus sclateri)
  - Gelbbürzelkassike, auch Gelbrücken-Stirnvogel und Arendajo (Cacicus cela)
  - Scharlachbürzelkassike (Cacicus microrhynchus)
  - Zinnoberbürzelkassike (Cacicus uropygialis)
  - Nordandenkassike (Cacicus leucoramphus)
  - Mittelandenkassike (Cacicus chrysonotus)
  - Breitschnabelkassike (Cacicus latirostris)
  - Helmkassike (Cacicus oseryi)
  - Rotbürzelkassike (Cacicus haemorrhous)
- Gattung Trupiale (Icterus)Bullock-Trupial (Icterus bullockii)
- Gattung Nesopsar

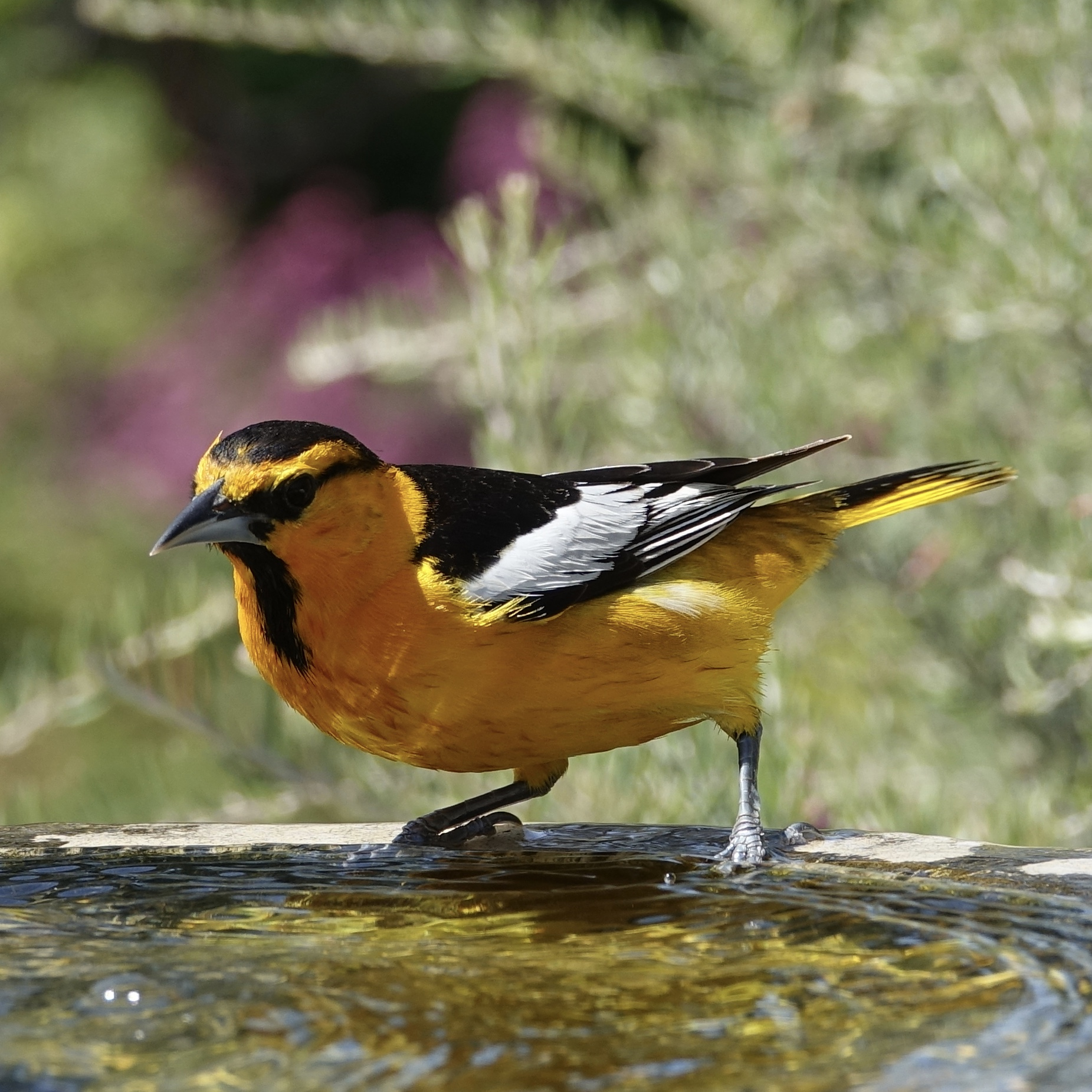
Bullock-Trupial (Icterus bullockii)

  - Bromelienstärling (Nesopsar nigerrimus)
- Gattung Agelaius
  - Gelbschulterstärling (Agelaius xanthomus)
  - Braunschulterstärling (Agelaius humeralis)
  - Dreifarbenstärling (Agelaius tricolor)
  - Rotflügelstärling (Agelaius phoeniceus)
  - Rotschulterstärling (Agelaius assimilis)
- Gattung Kuhstärlinge (Molothrus)Braunkopf-Kuhstärling (Molothrus ater)
- Gattung Dives

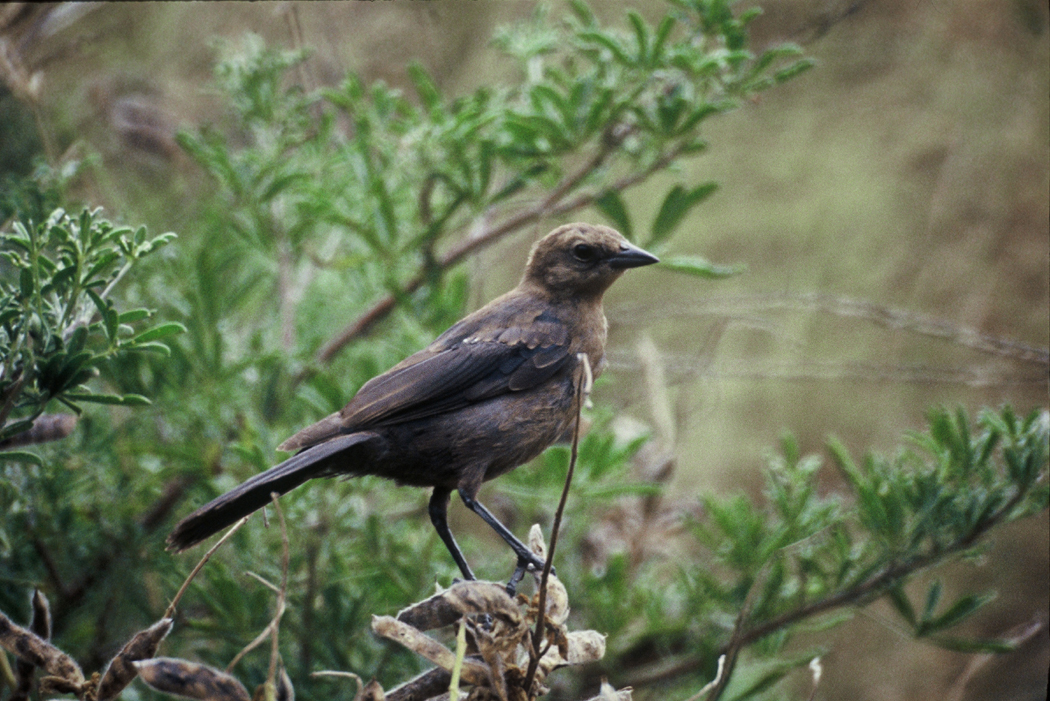
Braunkopf-Kuhstärling (Molothrus ater)

  - Buschstärling (Dives warczewiczi)
  - Trauerstärling (Dives dives)
- Gattung Ptiloxena
  - Kubastärling (Ptiloxena atroviolacea)
- Gattung EuphagusPurpurstärling (Euphagus cyanocephalus)

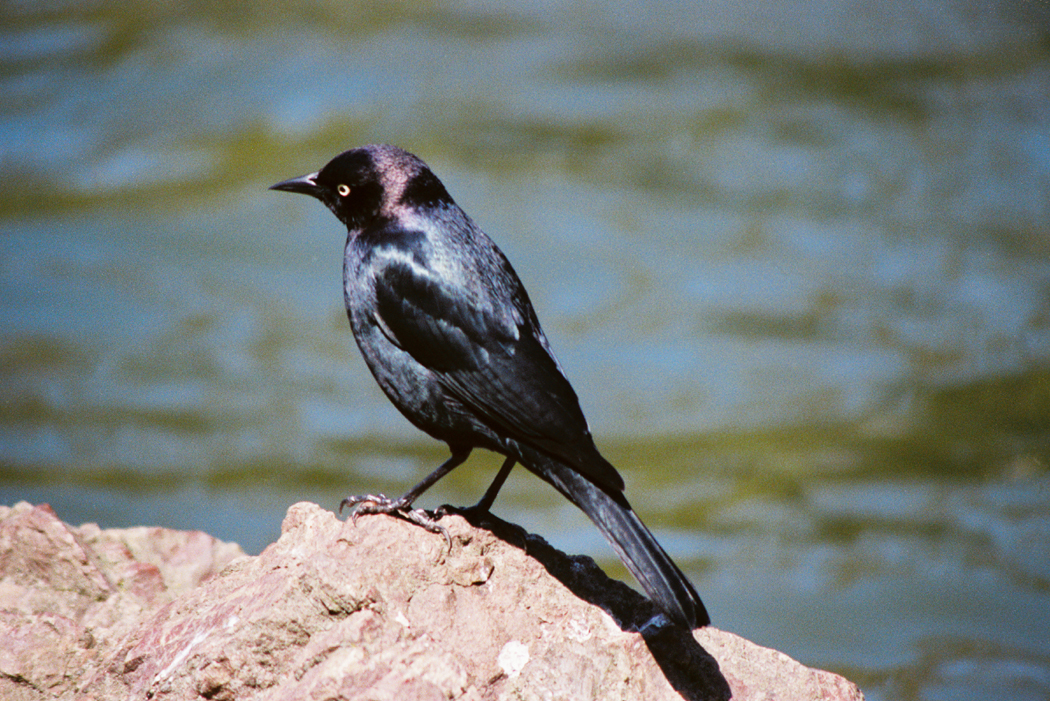
Purpurstärling (Euphagus cyanocephalus)

  - Roststärling (Euphagus carolinus)
  - Purpurstärling (Euphagus cyanocephalus)
- Gattung Quiscalus
  - Purpurgrackel (Quiscalus quiscula)
  - Nicaraguagrackel (Quiscalus nicaraguensis)
  - Trauergrackel (Quiscalus lugubris)
  - Antillengrackel (Quiscalus niger)
  - Bootschwanzgrackel (Quiscalus major)
  - Dohlengrackel (Quiscalus mexicanus)
  - Schlankschnabelgrackel (Quiscalus palustris) †
- Gattung Hypopyrrhus
  - Rotbauchstärling (Hypopyrrhus pyrohypogaster)
- Gattung Lampropsar
  - Samtstirnstärling (Lampropsar tanagrinus)

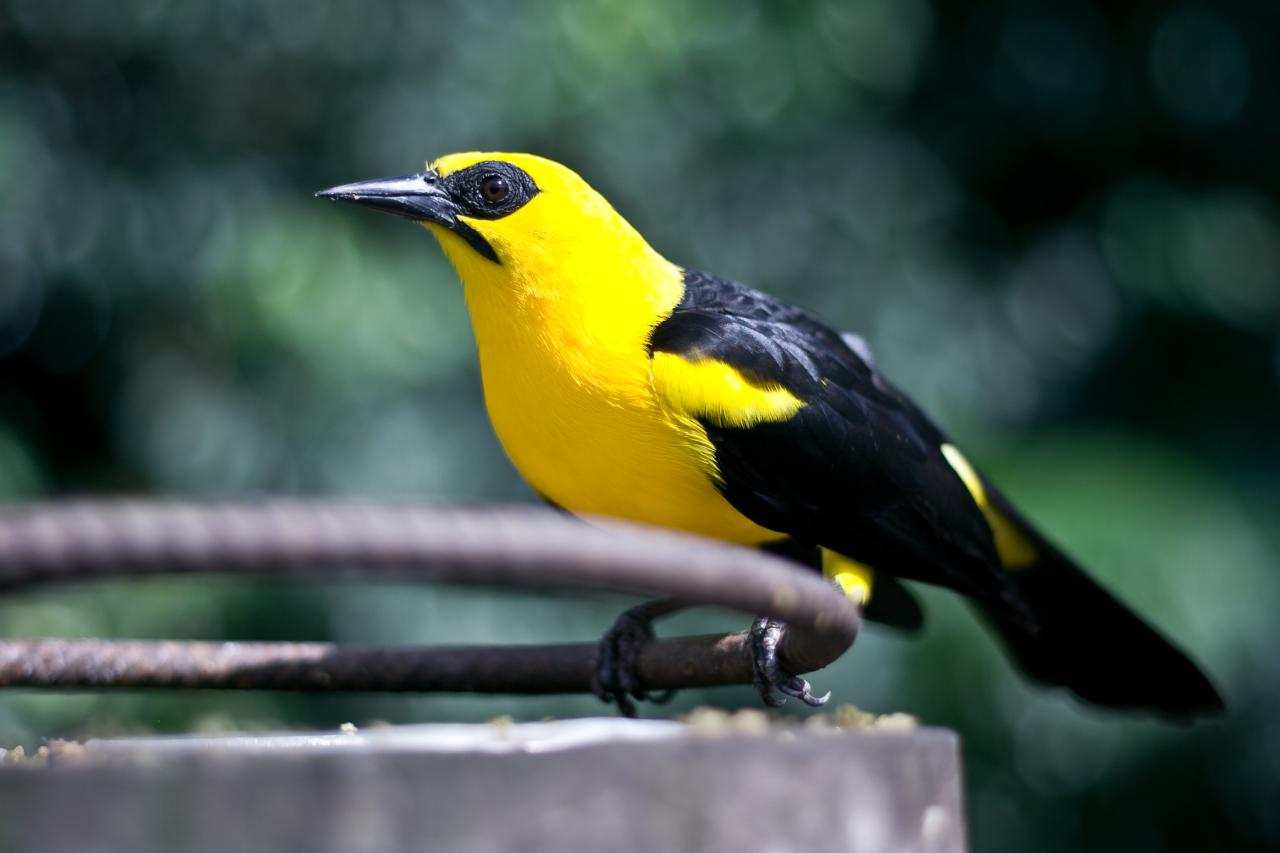
Gelbbauchstärling (Gymnomystax mexicanus)

- Gattung GymnomystaxGelbbauchstärling (Gymnomystax mexicanus)
  - Gelbbauchstärling (Gymnomystax mexicanus)
- Gattung Macroagelaius
  - Braunachselstärling (Macroagelaius subalaris)
  - Goldachselstärling (Macroagelaius imthurni)
- Gattung Curaeus
  - Strichelkopfstärling (Curaeus curaeus)

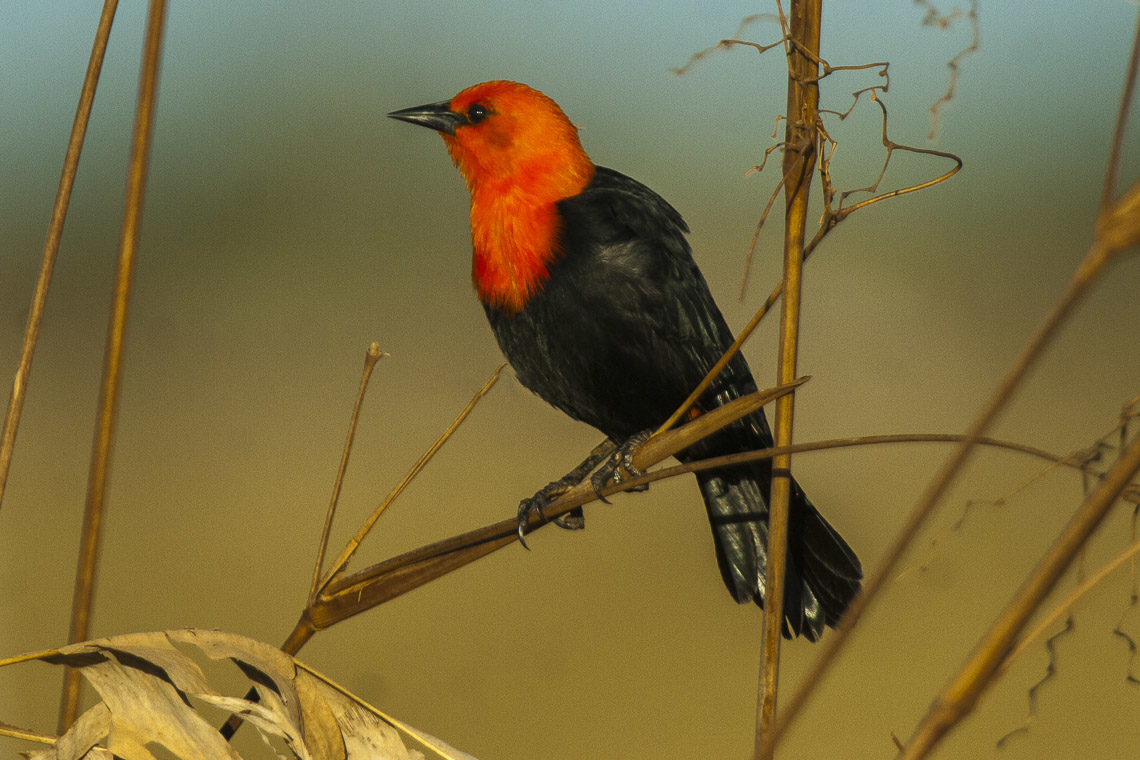
Rotkopfstärling (Amblyramphus holosericeus)

- Gattung AmblyramphusRotkopfstärling (Amblyramphus holosericeus)
  - Rotkopfstärling (Amblyramphus holosericeus)
- Gattung Anumara
  - Forbesstärling (Anumara forbesi)
- Gattung Gnorimopsar
  - Palmenstärling (Gnorimopsar chopi)
- Gattung Oreopsar
  - Bolivienstärling (Oreopsar bolivianus)
- Gattung Agelaioides
  - Graustärling (Agelaioides badius)
  - Braunstärling (Agelaioides fringillarius)
- Gattung AgelasticusEinfarbstärling (Agelasticus cyanopus), Weibchen

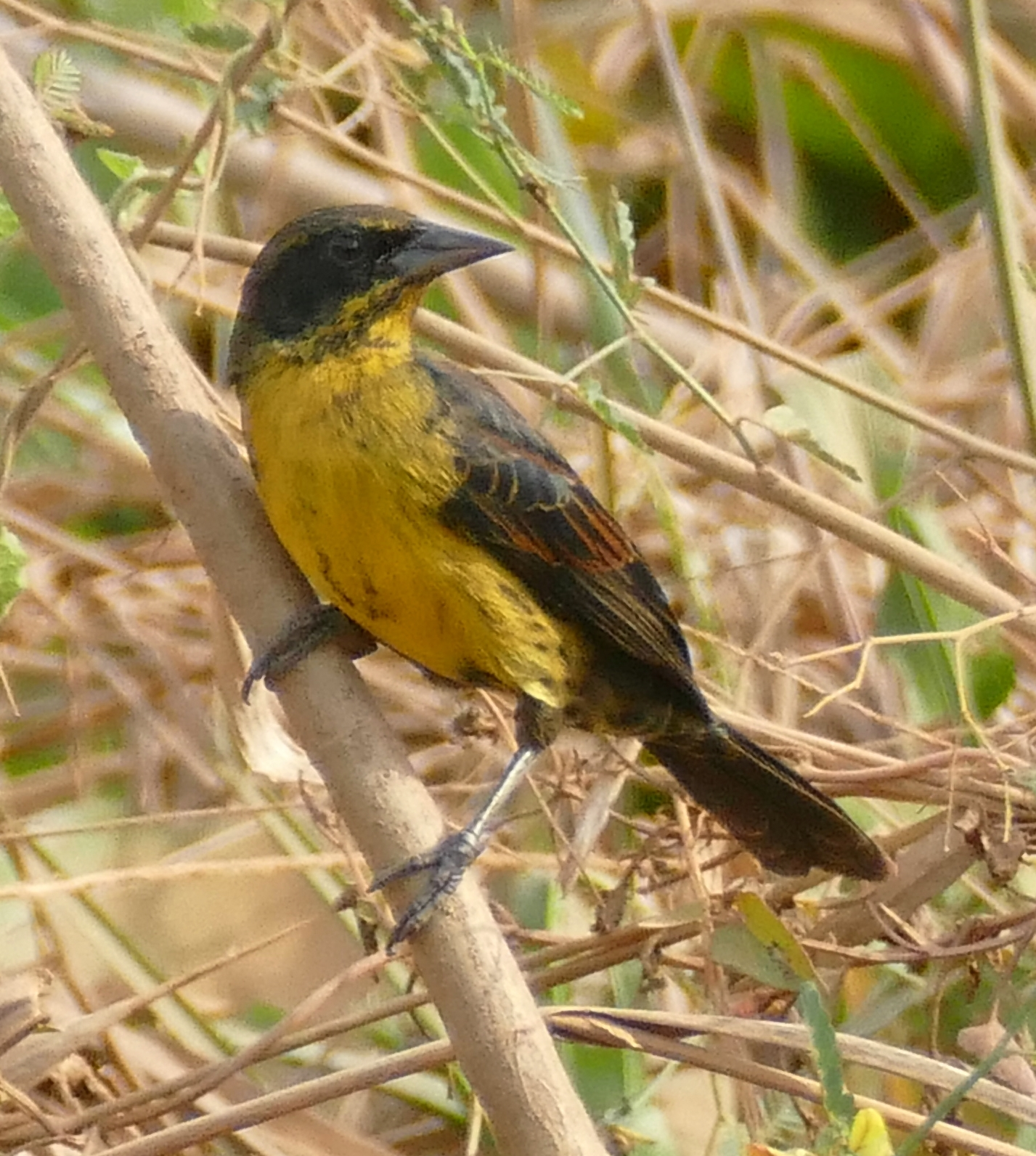
Einfarbstärling (Agelasticus cyanopus), Weibchen

  - Goldschulterstärling (Agelasticus thilius)
  - Gelbaugenstärling (Agelasticus xanthophthalmus)
  - Einfarbstärling (Agelasticus cyanopus)
- Gattung Chrysomus
  - Braunkopfstärling (Chrysomus ruficapillus)
  - Gelbkopfstärling (Chrysomus icterocephalus)
- Gattung Xanthopsar
  - Goldstärling (Xanthopsar flavus)
- Gattung Pseudoleistes
  - Drachenstärling (Pseudoleistes virescens)
  - Gelbbürzelstärling (Pseudoleistes guirahuro)

## Belege
1. 1 2 3 4  David W. Winkler, Shawn M. Billerman, Irby J. Lovette: Bird Families of the World: A Guide to the Spectacular Diversity of Birds. Lynx Edicions (2015), ISBN 978-8494189203, S. 538 u. 539.
2. ↑  Oropendolas, orioles, blackbirds in der IOC World Bird List v10.2